# La ragazza dei tuoi sogni
La ragazza dei tuoi sogni è un singolo del cantautore italiano Luciano Ligabue, pubblicato l'11 settembre 2020, il primo che anticipa l'uscita del tredicesimo album in studio 7. Questo singolo doveva essere pubblicato nel 2005 con l'album Nome e cognome come dodicesima traccia, ma fu scartato per l'arragiamento, che non soddisfaceva l'artista. In seguito, nel periodo della quarantena, fu ripescata, riarrangiata e pubblicata.

## Video musicale
Il videoclip, diretto dagli YouNuts!, è stato pubblicato in concomitanza del lancio del singolo attraverso il canale YouTube del cantautore e vede la partecipazione della modella Isabel Beretz. Il video è stato realizzato nei boschi di Triuggio, in provincia di Monza e della Brianza.

## Tracce
1. La ragazza dei tuoi sogni – 3:59

## Formazione
- Luciano Ligabue - voce
- Antonio Righetti - basso
- Eugenio Mori - batteria
- Fabrizio Barbacci - chitarra acustica, cori
- Niccolò Bossini - chitarra elettrica
- Luca Pernici - tastiera
- Fabrizio Simoncioni - cori

## Successo commerciale
In Italia il brano è stato il 74º più trasmesso dalle radio nel 2020.